# Liste der Monuments historiques in Fleurigné
Die Liste der Monuments historiques in Fleurigné führt die Monuments historiques in der französischen Gemeinde Fleurigné auf.

## Liste der Bauwerke
| Bezeichnung      | Beschreibung | Standort | Kennzeichnung | Schutzstatus | Datum | Bild           |
| ---------------- | ------------ | -------- | ------------- | ------------ | ----- | -------------- |
| Kirche St-Martin |              | (Lage)   | PA00090554    | Inscrit      | 1931  | weitere Bilder |

## Liste der Objekte

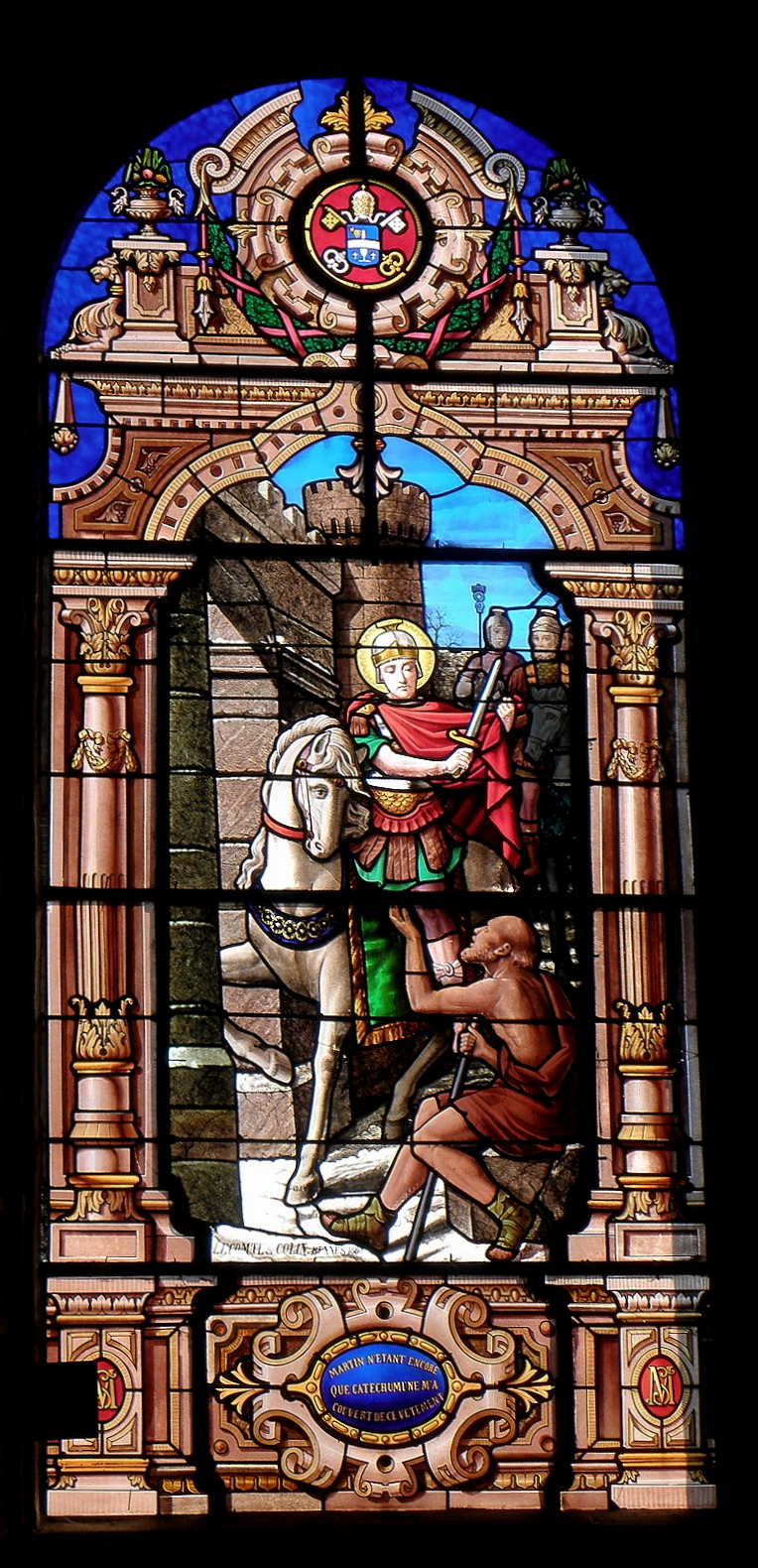
Bleiglasfenster aus dem Jahr 1880 in der Kirche St-Martin

- Monuments historiques (Objekte) in Fleurigné in der Base Palissy des französischen Kultusministeriums

Siehe auch: Der heilige Martin teilt seinen Mantel mit einem Bettler (Fleurigné)